# 려가행
《려가행》(중국어 간체자: 骊歌行, 정체자: 驪歌行, 병음: Lí gē xíng 리거싱[*], 영어: Court Lady 코트 레이디[*])은 2021년 방송되었던 중국의 드라마이다.

## 줄거리
- 대장군 성효정의 아들 성초모는 어려서부터 어머니의 사랑을 독차지하며 성장해 장안에서 세상 물정 모르기로 유명한 부잣집 도련님이다.그런 그가 광주성에 유람을 갔다가 부씨 집안 둘째 아가씨 부유를 보고 첫눈에 반한다.그는 문무를 겸비한 사람인 척하며 그녀를 자신의 여자로 만들려고 애쓰지만 부유는 성초모와 몇 번의 만남을 가진 뒤 그가 철부지 도련님이란 걸 알고 크게 실망한다. 부유의 외면에 큰 충격을 받은 성초모는 사랑을 위해 변하기로 결심하고 병법과 무예를 익혀 부유의 마음을 얻으려고 하는데...

## 등장인물
- 쉬카이 - 성초모 역
- 리이퉁 - 부유 역
- 허루이셴 - 육영영 역
- 팡안나 - 원장제 역
- 묘표 (苗圃) - 황후 역
- 탄젠츠 - 이격 역
- 왕유쥔 (王宥鈞) - 부도 역
- 장난 - 부음 역
- 장멍제 - 손영숙 역
- 양즈잉 - 사령공주 역
- 리쩌펑 - 태자 역